# Hymn (Sarah Brightman)
Hymn è il dodicesimo album in studio della soprano britannica Sarah Brightman, pubblicato nel 2018.

## Tracce
Edizione Standard
1. Hymn Overture – 1:02 (John Lees)
2. Hymn – 4:27 (Lees)
3. Sogni (featuring Vincent Niclo) – 4:18 (Frank Peterson, Chiara Ferrau)
4. Sky and Sand – 4:12 (Paul Kalkbrenner, Fritz Kalkbrenner)
5. Canto Per Noi – 3:21 (Ennio Morricone, Romano Musumarra)
6. Fly to Paradise (featuring Eric Whitacre Singers) – 5:13 (Eric Whitacre, Peterson, Basti Inselmann)
7. Gia nel seno (La storia di Lucrezia) – 3:09 (Juliette Pochin, James Morgan)
8. Follow Me – 3:59 (Bronislau Kaper, Paul Francis Webster)
9. You – 3:30 (David Zippel, Patrick Hawes)
10. Better Is One Day – 3:51 (Matt Redman)
11. Tu Che M'Hai Preso Il Cuor – 2:43 (Franz Lehár, Bedřich Löwy, Ludwig Herzer)
12. Miracle (featuring Yoshiki) – 4:52 (Yoshiki Hayashi)
13. Time to Say Goodbye (2018 Version) – 4:15 (Francesco Sartori, Lucio Quarantotto)

Tracce Bonus Edizione Giapponese/iTunes
1. Done (pop version) – 3:41
2. Sky and Sand (Pedi Remix) – 3:48

Tracce Bonus Edizione Target
1. Watermark – 2:30
2. Sleep Tight – 3:37 (Sarah Brightman)

Tracce Bonus Edizione Limitata "World Tour"
1. Vide Cor Meum – 4:26